# 13808 Davewilliams
13808 Davewilliams è un asteroide della fascia principale. Scoperto nel 1998, presenta un'orbita caratterizzata da un semiasse maggiore pari a 3,2002357 UA e da un'eccentricità di 0,0914455, inclinata di 14,62511° rispetto all'eclittica.